# Giada Specia
Giada Specia (Feltre, 20 de marzo de 2000) es una deportista italiana que compite en ciclismo de montaña en la disciplina de campo a través.
Ganó una medalla de plata en el Campeonato Mundial de Ciclismo de Montaña de 2022 y una medalla de plata en el Campeonato Europeo de Ciclismo de Montaña de 2022, ambas en la prueba por relevos.

## Medallero internacional
| Campeonato Mundial | Campeonato Mundial | Campeonato Mundial | Campeonato Mundial         |
| Año                | Lugar              | Medalla            | Competición                |
| ------------------ | ------------------ | ------------------ | -------------------------- |
| 2022               | Les Gets (Francia) | Medalla de plata   | Campo a través por relevos |
| Campeonato Europeo |                    |                    |                            |
| Año                | Lugar              | Medalla            | Competición                |
| 2022               | Anadia (Portugal)  | Medalla de plata   | Campo a través por relevos |